# Étoile bleue de la séquence principale
Une étoile bleue de la séquence principale est une étoile de type spectral OV. Les étoiles de ce type ont une masse comprise entre 15 et 90 fois celle du Soleil et une température de surface comprise entre 30 000 et 52 000 kelvins. Elles sont 30 000 à 1 000 000 de fois plus lumineuses que le Soleil.

## Propriétés
Les étoiles bleues de la séquence principale sont rares : on estime en effet qu'il n'y en a pas plus de 20 000 dans l'ensemble de la Voie lactée, soit autour de 1 pour 10 000 000 d'étoiles. Toutes les étoiles de ce type sont jeunes, pas âgées de plus de quelques millions d'années. Dans notre Galaxie, elles ont toutes une haute métallicité, autour de deux fois supérieure à celle du Soleil. Leurs masses sont somprises entre 15 et 90 M☉ mais leurs rayons sont plus modestes, autour de 10 R☉. Leur gravité de surface est à peu près 10 fois plus importante que celle de la Terre, mais elle est relativement faible comparée aux autres étoiles de la séquence principale.
Les températures de surface de ces étoiles sont comprises entre 30 000 et 50 000 K. Elles sont intensément lumineuses : leurs luminosités bolométriques sont comprises entre 30 000 et 1 000 000 L☉. Leurs magnitudes absolues visuelles sont comprises entre environ −4 (équivalent à 3 400 fois plus lumineux que le Soleil) et environ −5,8 (équivalent à 18 000 fois plus lumineux que le Soleil),.
Leurs vents stellaires possèdent une vitesse terminale d'environ 2 000 km/s. Les étoiles de type O les plus lumineuses ont des pertes de masse supérieures à un millionième de masse solaire par an, même si les étoiles les moins lumineuses en perdent bien moins. 
Les étoiles bleues de la séquence principale du Grand Nuage de Magellan ont des métallicité plus faibles, ce qui fait que leurs intérieurs sont moins opaques que les étoiles typiques de la Voie lactée. Elles ont également des températures de surface distinctement plus élevées, ce qui s'explique essentiellement par le fait qu'elles ont un taux de perte de masse plus faible en raison de leur opacité plus faibles.

## Étoiles standard
| Type spectral | Masse (M☉) | Rayon (R☉) | Luminosité (L☉) | Température effective (K) | Indice de couleur (B − V) |
| ------------- | ---------- | ---------- | --------------- | ------------------------- | ------------------------- |
| O3V           | 59         | 13,43      | 660 693         | 44 900                    | −0,330                    |
| O4V           | 48         | 12,13      | 446 684         | 42 900                    | −0,326                    |
| O5V           | 43         | 11,45      | 346 737         | 41 400                    | −0,323                    |
| O6V           | 35         | 10,27      | 229 087         | 39 500                    | −0,321                    |
| O7V           | 28         | 9,42       | 151 356         | 37 100                    | −0,318                    |
| O8V           | 23,6       | 8,47       | 97 724          | 35 100                    | −0,315                    |
| O9V           | 20,2       | 7,72       | 66 069          | 33 300                    | −0,312                    |

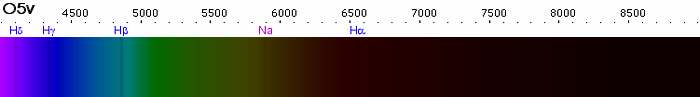
Spectre d'une étoile de type O5V

Les points d'ancrage standards qui définissent la grille de classification des étoiles de type O de la séquence principale dans le système MK, c'est-à-dire les standards qui n'ont pas changé depuis le début du 20e siècle, sont S Monocerotis (O7 V) et 10 Lacertae (O9 V).
L'atlas « Yerkes » de la classification MKK de Morgan–Keenan–Kellerman de 1943 répertoriait des standards entre les types O5 et O9, mais seules les étoiles de type O9 étaient séparées par classes de luminosité. Les deux standards MKK pour le type O9 V étaient Iota Orionis et 10 Lacertae. Le système de Yerkes révisé qui était présenté dans l'article de Johnson & Morgan (1953) n'a pas changé de standards pour les étoiles de types O5 à O8, mais en listait cinq pour le type O9 V (HD 46202, HD 52266, HD 57682, 14 Cephei et 10 Lacertae) ainsi que trois pour le type O9,5 V (HD 34078, Sigma Orionis et Zeta Ophiuchi). Une révision importante de la classification spectrale par Morgan & Keenan (1973) a répertorié des « standards MK révisés » pour les étoiles de types O4 à O7, mais de nouveau sans les diviser par classes de luminosité. Cette révision a aussi répertorié comme « dagger standards » 10 Lacertae pour le type O9 V et Sigma Orionis pour le type O9,5 V.
Les classes de luminosité pour les sous-types plus précoces que O5 n'ont pas été définies avec des étoiles standards avant les années 1970. L'atlas spectral de Morgan, Abt & Tapscott (1978) a défini plusieurs étoiles standards de type O de la séquence principale (classe de luminosité « V ») : HD 46223 (O4 V), HD 46150 (O5 V), HD 199579 (O6 V), S Monocerotis (O7 V), HD 46149 (O8 V) et HD 46202 (O9 V). Walborn & Fitzpartrick (1990) ont apporté le premier atlas numérique de spectres pour les étoiles OB, et ont donné un standard pour le type O3 V (HD 303308). La classe spectrale O2 a été définie dans Walborn et al. (2002), avec l'étoile BI 253 qui fait office de standard primaire pour le type O2 V (de type vrai « O2 V((f*)) »). Ils ont également redéfini HD 303308 en tant que standard pour le type O4 V, et ont donné de nouveaux standards pour le type O3 V (HD 64568 et LH 10-3058).

## Exemples
- ζ Ophiuchi est une étoile sur la séquence principale de type O9,5, et brillant à la 3e magnitude c'est l'étoile de ce type la plus brillante du ciel.
- θ Muscae est une étoile Wolf-Rayet visible à l'œil nu, mais la majorité de sa lumière visible est produite par ses compagnons, qui sont une étoile de type O de la séquence principale ainsi qu'une supergéante OB.
- 9 Sagittarii est une binaire spectroscopique constituée d'étoiles bleues de la séquence principale de types O3,5 et O5–5,5, ce qui en fait l'étoile la plus brillante visible dans la nébuleuse de la Lagune.
- μ Columbae est une étoile bleue de la séquence principale de type spectral O9,5.
- θ1 Orionis C est l'étoile la plus brillante de l'amas du Trapèze dans la nébuleuse d'Orion. C'est une étoile sur la séquence principale de type O6 qui possède un compagnon spectroscopique plus ténu.